# Ayisha (Äthiopien)
Ayisha (auch als Ayesha oder Aysha geschrieben) ist eine kleine Ortschaft in der Shinile-Zone der Somali-Region von Äthiopien. Sie ist Hauptort der Woreda Ayisha und liegt nahe der Grenze zu Dschibuti und Somaliland/Somalia an der Bahnstrecke Addis Abeba–Dschibuti.
Laut Volkszählung von 2005 hatte Ayisha 1.653 Einwohner. 1997 waren von 1109 Einwohnern 56,8 % (630) Somali, 20,29 % (225) Amharen, 11,27 % (125) Oromo, 5,23 % (58) Gurage und 2,88 % (32) Tigray.
In Degago in der Nähe von Ayisha bestand von 1989 bis 2005 ein Lager für Flüchtlinge aus Somalia, welches ebenfalls Ayisha oder Aisha genannt wurde. 2005 konnte das UNHCR das Lager schließen, da die Mehrheit der Flüchtlinge aus Nordsomalia/Somaliland repatriiert wurde. Die Flüchtlinge aus Süd- und Zentralsomalia, wo weiterhin Bürgerkrieg herrscht, wurden in das letzte Lager bei Kebri Beyah verlegt.